# روجر والكووياك
روجر والكووياك (بالفرنسية: Roger Walkowiak)‏ مواليد 2 مارس 1927 في أليي، الجمهورية الفرنسية الثالثة، هو دراج فرنسي سابق في صنف سباق الدراجات على الطريق.

## سباقات أو مراحل فاز بها
- طواف فرنسا

## روابط خارجية
- روجر والكووياك على موقع أرشيف الدراجات (الإنجليزية)
- روجر والكووياك على موقع إحصائيات الدراجات الإحترافية (الإنجليزية)
- روجر والكووياك على موقع CycleBase (الإنجليزية)